# Gottlob Honold
El ingeniero alemán Gottlob Honold (Langenau,  26 de agosto de 1876 - Stuttgart, 17 de marzo de 1923), que trabajaba en la empresa Robert Bosch GmbH, fue el primero que fabricó una bujía económicamente viable que, conectada a una magneto de alta tensión, hizo posible el desarrollo de los motores de combustión interna de ciclo Otto con velocidades de giro de varios miles de revoluciones por minuto y potencias específicas. Una bujía es el elemento donde se produce una chispa provocando el encendido de la mezcla de combustible y aire en los cilindros de un motor de ciclo Otto. Las primeras patentes para la bujía datan de Nikola Tesla en el que se diseña un sistema temporizado de ignición repetida, en el año 1898), casi al mismo tiempo que Frederick Richard Simms (GB 24859/1898, 1898) y Robert Bosch (GB 26907/1898). 
Karl Benz también inventó su propia versión de bujía. Sin embargo, la bujía de Honold de 1902 era comercialmente viable, de alta tensión y podía realizar un mayor número de chispas por minuto, razón por la que Daimler. La bujía tiene dos funciones primarias: producir la ignición de la mezcla de aire y combustible y disipar parte del calor de la cámara de combustión hacia el bloque motor por conducción térmica. Las bujías se clasifican por lo que se conoce como rango térmico en función de su conductancia térmica. Las bujías transmiten energía eléctrica que convierten al combustible en un sistema de energía. Una cantidad suficiente de voltaje se debe de proveer al sistema de ignición para que pueda generar la chispa a través de la calibración de la bujía.55
En 1913, Honold participó en el desarrollo de los faros parabólicos. Aunque se habían utilizado anteriormente algunos sistemas de alumbrado para la conducción nocturna, los primeros faros apenas alumbraban y servían poco más que como sistema de señalización. Honold concibió la idea de colocar espejos parabólicos detrás de las lámparas para concentrar el haz luminoso, lo que mejoraba la iluminación del camino sin necesidad de usar un sistema eléctrico más potente.